# Grande Terre (Nueva Caledonia)
Grande Terre es la isla más grande de Nueva Caledonia, un territorio francés en el suroeste del océano Pacífico.
El explorador británico James Cook divisó Grande Terre en 1774 y la llamó "Nueva Caledonia", en homenaje a Escocia, ya que Caledonia era el antiguo nombre en latín para referirse a Escocia. Finalmente, el nombre de "Nueva Caledonia" se convirtió en el usado para llamar a Grande-Terre y sus islas circundantes.
El asentamiento más grande en Grande Terre es Numea, la capital de Nueva Caledonia. Los lugareños se refieren a Grande Terre como "Le Caillou", "la Roca".
Grande-Terre está orientada de noroeste a sudeste y tiene 16 372 km². Se trata de una isla de 350 km de longitud y de entre 50−70 km de ancho. Una cadena montañosa corre a lo largo de la isla, con cinco picos de más de 1500 m. El punto más alto es el monte Panié, a 1628 m de elevación.